# Departamento de Florentino Ameghino
Departamento de Florentino Ameghino är en kommun i Argentina.   Den ligger i provinsen Chubut, i den södra delen av landet, 1 300 km sydväst om huvudstaden Buenos Aires. Antalet invånare är 1 484.
Omgivningarna runt Departamento de Florentino Ameghino är i huvudsak ett öppet busklandskap. Trakten runt Departamento de Florentino Ameghino är nära nog obefolkad, med mindre än två invånare per kvadratkilometer.